# Co słychać
„Co słychać. Tygodnik streszczeń” – polski tygodnik ukazujący się od 1940 do 1949, początkowo w Quathquhan i Blairgowrie, od 1942 w Edynburgu. Wzorowany był na amerykańskim czasopiśmie „Reader’s Digest”. Zawierał streszczenia i wyciągi artykułów oraz książek wydanych w języku angielskim.